# 後藤大介
後藤 大介（ごとう だいすけ、1975年1月22日 - ）は、日本の実業家で、株式会社ヴィアティン三重ファミリークラブの創業者であり、現代表取締役社長である。

## 略歴
大学卒業後、メーカーや商社勤務を経て27歳の時に中国で起業。帰国後、自動車関連の製造業を経営しながら、07年貿易商社の設立、10年自社ブランド製品開発の団体設立、11年大学生起業家支援におけるカフェ開業、フェアトレードショップ開業などを経て、2012年に株式会社ヴィアティン三重ファミリークラブを設立し代表取締役就任（現任）。創業したヴィアティン三重は総合型スポーツクラブとして、サッカー・バレーボール・バスケットボール・フットサル・ビーチサッカー・ハンドボール・野球など11競技24チームを運営し、約900名の選手が所属している。

### 主な運営チーム

#### 男子サッカー ヴィアティン三重
男子サッカー「ヴィアティン三重」は、2012年に発足。三重県3部リーグから参戦し、毎年昇格を重ね2017年からは日本フットボールリーグ（JFL）に参戦している。2020年2月にJリーグ百年構想クラブの承認、3月にホームスタジアムとなる東員町陸上競技場の改修工事、9月にはJ3ライセンス承認がされる。2023年3月にはスタジアムの照明工事が完了し、三重県初のＪリーグ基準を満たすスタジアム（東員町スポーツ公園陸上競技場｜LA・PITA東員スタジアム）が整備されている。

#### 女子サッカー ヴィアティン三重レディース
女子サッカー「ヴィアティン三重レディース」は、2012年5月に発足し、三重県リーグ、東海リーグを経て、2022年からなでしこリーグ2部に参入している。

#### 男子バレーボール ヴィアティン三重バレーボール
男子バレーボール「ヴィアティン三重バレーボールチーム」は、2016年1月に発足。2017年よりV.LEAGUE DIVISION3 (V3)男子へ参入。2019年からはV.LEAGUE DIVISION2 (V2)男子へ参入している。

#### 女子バレーボール ヴィアティン三重女子バレーボール
女子バレーボール「ヴィアティン三重女子バレーボールチーム」は、2020年3月に発足。2022年よりV.LEAGUE DIVISION2 (V2)女子へ参入し、2023年からはV.LEAGUE DIVISION3 (V3)女子で戦っている。

#### 男子バスケットボール ヴィアティン三重バスケットボール
男子バスケットボール「ヴィアティン三重バスケットボール」は、2020年3月に発足。2022年にはバスケットボールを主たる事業とする株式会社ヴィアティン三重BBを設立し、2022-23シーズンよりB3リーグへ参入をしている。

## 経歴
- 1975年1月22日生まれ
- 大学卒業後、メーカー及び商社で勤務
- 27歳で中国にて起業
- 2007年：貿易商社を設立
- 2010年：自社ブランド製品の開発団体を設立
- 2011年：大学生起業家支援のカフェとフェアトレードショップを開業
- 2012年：株式会社ヴィアティン三重ファミリークラブを設立し、代表取締役社長に就任